# Bartosz Opania
Bartosz Opania (sinh ngày 12 tháng 12 năm 1970 tại Puławy) là một diễn viên điện ảnh, diễn viên truyền hình và diễn viên sân khấu người Ba Lan.

## Tiểu sử
Vai diễn đầu tiên của Bartosz Opania là một vai trong phim giật gân chính trị 1969. Szczęśliwego Nowego Roku (1969. Happy New Year) của đạo diễn Jacek Bromski. Anh tốt nghiệp Học viện nghệ thuật sân khấu quốc gia Aleksander Zelwerowicz ở Warsaw vào năm 1993.
Năm 1994, Bartosz Opania tham gia diễn xuất trên sân khấu lần đầu tiên trong vở Ivona, Princess of Burgundia của tác giả Witold Gombrowicz tại Nhà hát Ateneum ở Warsaw.
Sự thành công của vai Józef Andryszek trong phim Historia kina w Popielawach (History of the Cinema in Popielawy) (1998) của đạo diễn Jan Jakub Kolski giúp Bartosz Opania được nhận đề cử ở hạng mục Nam diễn viên chính xuất sắc nhất của Giải thưởng Điện ảnh Ba Lan.

## Thành tích nghệ thuật
- 1992: Kuchnia polska trong vai Jarek, bạn của Piotr (tập 4)
- 1993: Białe małżeństwo trong vai Beniamin
- 1993: Pora na czarownice trong vai Bartek
- 1995: Pułkownik Kwiatkowski trong vai Một tù nhân của Quân đội Nhà
- 1995: Cwał trong vai Người giữ ngựa
- 1997: Taekwondo trong vai Người Ba Lan trẻ
- 1997: Linia opóźniająca trong vai Paweł
- 1998: Historia kina w Popielawach trong vai Józef Andryszek I
- 1999: Jak narkotyk trong vai Piotr Pawłowski/Jurek
- 2000: Keep Away from the Window trong vai Jan
- 2000: A Very Christmas Story trong vai Miki
- 2000: Zakochani trong vai Mateusz
- 2001-2018: Na dobre i na złe trong vai Witold Latoszek
- 2001: Cisza trong vai Szymon
- 2001: Córka trong vai Jan
- 2003: Sukces trong vai Wiktor
- 2004: Cudownie ocalony trong vai Witold
- 2006: Statyści trong vai Romek
- 2007: Pitbull trong vai Lejczak (tập 14)
- 2008−2009: Teraz albo nigdy! trong vai Bartosz Wróblewski
- 2009: Pod wiatr nie popłynie słodki zapach kwiatów trong vai Andrzej
- 2009: Blondynka trong vai Selim Goraj
- 2010: Usta usta trong vai Jarek (tập 24)
- 2011: Battle of Warsaw 1920 trong vai Bolesław Jaźwiński
- 2011: Głęboka woda trong vai Karol Tomiak (tập 7)
- 2013: Prawo Agaty trong vai Andrzej Król (tập 46)
- 2014: Wkręceni trong vai Zenobiusz „Fikoł” Kozioł
- 2015: Wkręceni 2 trong vai Zenobiusz „Fikoł” Kozioł
- 2017: Druga szansa trong vai Maciej Leonetti (phần 3, tập 1, 2, 3, 4, 5)